# John Armstrong Jr.
John Armstrong Jr. (ur. 25 listopada 1758 roku w Carlisle w Pensylwanii, zm. 1 kwietnia 1843 w Red Hook w stanie Nowy Jork) – amerykański polityk i dyplomata.

## Życiorys
W latach 1787–1788 uczestniczył w obradach Kongresu Kontynentalnego jako delegat z Nowego Jorku.
W latach 1800–1802 oraz 1803-1804 reprezentował stan Nowy Jork w senacie Stanów Zjednoczonych. Ustąpił w 1804 aby objąć funkcję ambasadora Stanów Zjednoczonych we Francji, którą piastował w latach 1804-1810.
W latach 1813–1814 pełnił funkcję sekretarza wojny Stanów Zjednoczonych w gabinecie prezydenta Jamesa Madisona.